# Бадикорте (Арецо)
Бадикорте је насеље у Италији у округу Арецо, региону Тоскана.
Према процени из 2011. у насељу је живело 104 становника. Насеље се налази на надморској висини од 286 м.